# ال چاپارل (تگزاس)
ال چاپارل (به انگلیسی: El Chaparral) یک منطقهٔ مسکونی در ایالات متحده آمریکا است که در تگزاس واقع شده‌است. ال چاپارل ۴۶۴ نفر جمعیت دارد.